# Руденко, Маргарита Борисовна
Руде́нко Маргари́та (Сэдда) Бори́совна (9 мая 1926, Тбилиси — 27 июля 1976, Ленинград) — филолог-ориенталист, курдолог, литературовед, этнограф. Доктор филологических наук (1974).

## Научные достижения
Основоположник литературоведческого направления в курдологии (изучение курдской средневековой литературы по рукописным памятникам). Впервые в истории отечественной ориенталистики опубликовала полный каталог курдских рукописей, хранящихся в Ленинградской Публичной библиотеке. Впервые в истории мировой курдологии осуществила перевод с курдского и критический анализ ряда произведений средневековых курдских поэтов, таких как «Шейх Сан’ан» Факи Тейрана (XIV в.), «Мам и Зин» Ахмеда Хани (XVII в)., «Лейли и Меджнун» Хариса Битлиси (XVIII в.), «Юсуф и Зелиха» Селима Слемана (XVII в.) и др. Автор первого в мире (и пока единственного в России) цикла лекций по истории курдской литературы. Внесла значительный вклад в исследование курдского фольклора и этнографии. В частности, ею была осуществлена первая публикация рукописи курдского историка-этнографа Мела Махмуда Баязиди «Нравы и обычаи курдов», записаны и опубликованы сборники курдских народных сказок, издана монография о курдской обрядовой поэзии, написан ряд статей и лекций о фольклоре, быте, верованиях и традициях курдов.

## Публикации
- Поэма курдского поэта XVII в. Ахмеда Хани «Мам и Зин». Автореф. дисс. на соиск. уч. степени канд. филол. наук. М., 1954. (АН СССР, ИВ).
- Коллекция А. Жаба (Курдские рукописи). — ТГПБ. Т. 2 (5), 1957, «Восточный сборник», 1958.
- Курдские сказки. Запись текстов, пер. с курд. и предисл. М. Б. Руденко и И. Фаризова. М. Гослитиздат, 1959
- Курдские пословицы и поговорки. Собрали и перевели К. К. Курдоев и М. Б. Руденко. — В кн.: «Пословицы и поговорки народов Востока». К. ИВЛ, 1961, с. 330—331.
- Неизвестные стихи Ахмеда Хани. Публикация и перевод. — НАА, 1961, № 3, с. 160—167.
- Описание курдских рукописей ленинградских собраний. М.: Изд-во восточной литературы, 1961.
- Неизвестная курдская фольклорная версия о шейхе Сан’ане. -В кн.: Научная конференция по иранской филологии (ЛГУ). (Тезисы докладов). Л., 1962, с. 36-37.
- Мела Махмуд Баязиди. Нравы и обычаи курдов. Пер., предисл. и примеч. М. Б. Руденко. М. ИВЛ, 1963. АН СССР, ИНА.
- Курдские фольклорные и литературные версии поэмы «Лейли и Меджнун». — Тезисы докладов Всесоюзной конференции востоковедов по иранской филологии (10-16 июня 1963 г.). Баку, 1963, с. 19-20.
- Харис Битлиси. Лейли и Меджнун (Текст, пер. и курд. фольклорные варианты). Пер., предисл. и примеч. М. Б. Руденко. М. «Наука», 1965.
- Факи Мухаммед Тейран. «Шейх Сан’ан». Критич. текст, пер., примеч. и предисл. МБ. Руденко. М. «Наука», 1965. АН СССР ИНА.
- Курдский ученый и просветитель XIX в. Мела Махмуд Баязиди. — Газ. «РйаТǝзǝ». 20.IX.1967 г. (на курд. яз.).
- О курдской литературной версии поэмы «Юсуф и Зулейха». — Газ. «РйаТǝзǝ». 18. V. 1967 (на курд. яз.).
- Похоронные песни курдов-езидов Закавказья. — ПП и ПИКНВ. IV. 1968, с. 87-88.
- Новая рукопись поэмы курдского поэта Селима Слемана «Юсуф и Зулейха». — ПП и ПИКНВ. V. 1969
- О некоторых особенностях языка средневековой курдской литературы (по материалам поэмы Селима Слемана «Юсуф и Зелиха»). — В кн.: «Иранская филология. Краткое изложение докладов научной конференции, посвященной 60-летию проф. А. Н. Болдырева». М., 1969, а 104—107.
- Курдские народные сказки (Запись текстов, пер., предисл. и примеч. М. Б. Руденко). М. ГРВЛ, 1970, 248 с.
- Системы стихосложения в средневековой курдской классической поэзии на северном диалекте. — ПП и ПИКНВ. VI. 1970
- Хронограммы в рукописи поэмы Селима Слемана "Юсуф и Зелиха. ПС. Вып. 21 (84), 1970, с. 68-69.
- К происхождению рукописи персидской поэтической версии «Бахтиар-наме» (Рукопись ИВАН’а, В 1277). — ПП и ПИКНВ. VII. 1971
- Курдская литература XVII века. — НАА. 1971, № 3.
- Неопубликованные стихи курдских поэтов. — В кн. «Восточный сборник». Вып. 3. М. 1972, с. 111—137.
- Функция глагола («geîyan») в текстах средневековой курдской литературы на северном диалекте (курманджи). — ПП и ПИКНВ. VIII. 1972, с. 200—203.
- Курдская литература. — В кн.: «История всемирной литературы». Т. 4. Вып. 7. М. 1973, с. 61-70.
- Курдские лирические чужбинные песни цикла «dilokê xerîbîye» и их связь с погребальным обрядом. — ПП и ПИКНВ. IX. 1973
- «Юсуф и Зелиха». Курдские литературные и фольклорные версии. Автореф. диссертации на соискание ученой степени доктора филол. наук. М. 1973
- Отражение некоторых древних обрядов и представлений в современном курдском обрядовом фольклоре. — ПП и ПИКНВ. х. 1974
- Автограф ли рукопись курдской поэмы Селима Слемана «Юсуф и Зелиха»? (ГПБ, шифр — курд. 15). — ППВ. 1972. М., 1977, с. 26-27.
- Несколько курдских похоронных песен из собрания рукописей А. Д. Жаба. — ППВ. 1973. М., 1979, с. 168—173.
- Курдская обрядовая поэзия. М., «Наука», 1982
- Литературная и фольклорные версии курдской поэмы «Юсуф и Зелиха». М., Наука 1986